# 謝雪紅
謝 雪紅（しゃ せつこう、1901年〈明治34年〉10月17日 - 1970年11月5日）は、日本統治時代の台湾・中華人民共和国の政治家。台湾共産党、中国共産党に参加した。原名は謝 阿女（しゃ あじょ）。

## 人物
謝雪紅は日本統治時代の台湾で台湾共産党（日本共産党台湾民族本部）を設立した活動初期には台湾独立運動を支持していたが、コミンテルンの解散、日本の敗戦などを経て中国共産党の指導を受けるようになり、二二八事件では謝雪紅は二七部隊を率いて中国国民党に対抗するが失敗。廈門を経由して香港に逃れ、台湾民主自治同盟を結成して自ら初代主席に就任した。台湾民主自治同盟は中国の「八大民主党派」の一つであり、その中国共産党中央華東局軍政委員、中国全国婦女聯合会副主席を経て、1954年には全国人民代表大会の台湾省代表に就任している。1970年に北京にて病没した。
謝雪紅本によれば台湾共産党結党以前の1925年に上海を訪問した際、黄中美の紹介で中国共産党に入党したとされる。文化大革命後には中国共産党によっても1925年からの党歴が認められている。

## 来歴

### 出生
謝雪紅の原名は阿女であり製帽工の娘として生まれた。父母は共に文盲であり、経済的な理由により幼少にして学業を断念、12歳の時に両親を失うと台中の洪姓の家庭にシンプアとして買われ両親の葬儀費用及び借金の返済に当たった。1917年（一説には1918年）、謝雪紅は洪家から逃亡、台南の製糖工場で女工として勤務した（彰化に戻ったという説もある）。その後台中の大地主である霧峰林家の親類にあたる張樹敏と出会い妾女となっている。
1919年、謝雪紅は内地に渡り、兵庫県神戸市で日本語と漢文を習得する。その後中国青島に移り現地で五四運動を体験し大きな思想的な衝撃を受け、台湾に戻った後には台湾文化協会に参加し台湾政治社会活動に身を投じた。

### 日本共産党台湾支部時代
1925年ごろに上海に渡った謝雪紅は五三〇運動に参加、謝飛英の偽名で上海大学社会学科に4カ月在籍した後、黄中美の紹介で中国共産党に入党、同年10月には林木順とともにモスクワ東方大学に留学している。
1927年11月に上海に戻った謝雪紅は、翌年4月に上海で結党された台湾共産党（日本共産党台湾民族支部）に参加、東京において日本共産党との連絡に当たった。台湾共産党が台湾共和国を建国し日本の帝国主義を打倒することを大綱に明記したのは、謝雪紅の農民及び労働者を植民地政府や資本家からの搾取から保護するという社会主義思想と合致していたが、反体制的なその言動が災いして治安維持法違反で逮捕、10年以上拘束されることとなった。

### 終戦直後の活動
1945年10月、謝雪紅は台中で人民協会及び農民協を設立した。しかしこれらの組織は陳儀により解散させられると、新たに建国工芸学校を設立し青少年への教育を実施すると共に、『和平日報』を通して行政官であった陳儀に対する攻撃を加えた。
1947年二二八事件が勃発すると謝雪紅は3月2日に台中において人民蜂起を目指し、台中警局及び公売局台中分局を占拠し人民政府を設立した。翌日には台中地区治安委員会作戦本部を組織、自ら指導者となり軍営を占拠し弾薬を強奪、それを嘉義や虎尾地区の蜂起軍に供給した。そして自らも6日に二七部隊を結成し9日に埔里に侵入、山間部でのゲリラ戦を画策するが原住民の拒絶に遭い計画は失敗、謝雪紅はアモイを経由して5月には香港に逃亡した。

### 香港・北京
香港に逃亡した謝雪紅は廖文毅から台湾再解放連盟に勧誘されるがこれを拒否、自ら1947年に台湾民主自治同盟を結成し、主席の職責のまま中国共産党幹部への道を歩み始めた。
謝雪紅は1948年に中国大陸に進出、中国婦女聯合会副主席、人大代表、政協委員会などを歴任した。それでも台湾人としての意識は強く1951年には台湾問題を考慮する際には台湾の政治、経済文化環境を考慮すべきであるとの見解を示し、李純青などから地方主義と批判されている。

### 文化大革命
1957年に反右派運動が展開されると、謝雪紅はその他「民主党派」指導者と共に右派との批判を受けることとなった。内訌が存在していた台湾民主自治同盟は個人的な怨恨もあり謝雪紅に対し個人攻撃を加えた。厳しい闘争大会が10回も開かれ、「右派分子」「反革命分子」「地方民族主義者」として台盟主席解任、党籍剥奪の処分を受けた。文化大革命では再度、闘争対象とされ、台盟本部前で吊るし上げられ、紅衛兵に殴打された。1970年、肺癌のため北京で死去、享年69。
1986年に謝雪紅に対する名誉回復がなされ、遺骨が北京市八宝山革命公墓に移された。